# Воровское шоссе
«Воровское шоссе» (англ. Thieves' Highway) — чёрно-белый фильм-нуар 1949 года, снятый Жюлем Дассеном.

## Сюжет
Шофёр Нико Гаркос, ветеран войны, возвращается домой и обнаруживает, что его отец, фермер и водитель грузовика, лишился обеих ног. Он узнаёт, что виной тому стал крупный воротила из Сан-Франциско Майк Филья. С помощью других дальнобойщиков и уличной проститутки Рики Гаркосу удаётся отомстить Филье и восстановить честь семьи. Однако столкновение с мошенником не проходит для Нико бесследно: он лишается своих денег, из-за чего теряет невесту.

## В ролях
- Ричард Конте — Нико Гаркос
- Валентина Кортезе — Рика
- Ли Джей Кобб — Майк Филья
- Барбара Лоуренс — Полли Фейбер
- Джек Оуки — Жлоб
- Миллрад Митчелл — Эд Кинни
- Джозеф Певни — Пит
- Моррис Карновски — Янко Гаркос
- Тамара Шейн — Партена Гаркос
- Дик Уэссел — таксист (в титрах не указан)